# Frederik van Altena-Isenberg
Frederik van Altena Isenberg, (omstreeks 1193 - Keulen, 13 november 1226) volgde, na het vooroverlijden van zijn broer Everhard, zijn vader Arnold  op als graaf van Altena-Isenberg. Hij werd ook voogd van het sticht Essen. Daarvoor was hij ongehuwd en domproost van Keulen.
Frederik is de stamvader van de graven van Limburg Hohenlimburg & Broich van het graafschap Limburg aan de Lenne en van de familietak van edelheren uit het Huis Limburg Stirum aan de Ruhr. 

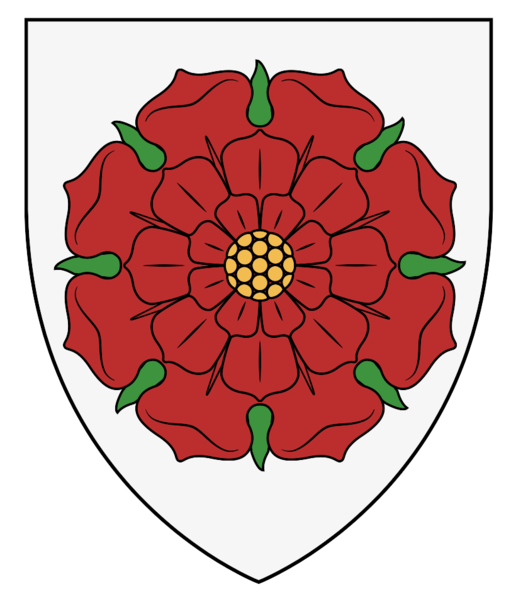
Wapenschild Frederik I graaf van Altena Isenberg 1209

## Levensloop
Frederik was de tweede zoon van graaf Arnold van Altena-Isenberg uit diens huwelijk met Mathilde van Kleef dochter van graaf Diederik III(IV) van Kleef en Adelheid van Sulzbach.
Net als zijn jongere broers, Diederik, Engelbert en Bruno bestemd voor een kerkelijke functie. Na het overlijden van zijn vader volgde hij op als graaf en kwam ook in het bezit van de Altenhof en Maurenhof, weduwe goed in Mühlheim aan de Ruhr van zijn moeder Mathilde van Kleef. Hij voltooide de bouw van de burcht Isenberg aan de Ruhr. Bovenop de gelijknamige bergrug bij Hattingen. Als voogd van het adellijke vrouwensticht Essen, kwam hij op gespannen voet te staan met de abdis Aleidis III van Wildenberg (1216-1237). Dit conflict zou uiteindelijk escaleren in de dood van zijn oom Engelbert II van Berg, aartsbisschop van het keurvorstendom Keulen en de berechting en dood van hemzelf in 1226.

#### Hinderlaag bij Gevelsberg
In een poging van Engelbert om Frederik tijdens overleg in Soest onderdruk te zetten om afstand te doen van diens voogdijrechten, zag Frederik geen andere oplossing meer dan een vaker beproefd middel toe te passen, gijzeling. Als dat goed afliep, was dat destijds een legitieme methode om een patstelling bij een conflict met naaste verwanten te doorbreken. Maar als het mislukte dan stonden er zware sancties op. Op 7 november 1225, in de late namiddag, op terugreis naar Keulen van een overleg met zijn neef in Soest, werd Engelbert in een holle bosweg bij Gevelsberg  door Frederik met hulp van vrienden, die ook met de aartsbisschop op gespannen voet stonden, overvallen.  Dat liep verkeerd af en Engelbert vond daarbij de dood.

#### Veroordeling

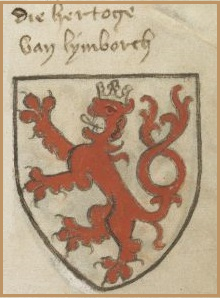
Sofia van Limburg dochter van Hertog Walram III van Limburg Vesdre

Frederik werd een jaar later in de val gelokt toen hij in een herberg lag te slapen, gevangengenomen en na een tumultueus proces veroordeeld. Op 12 november 1226 vond hij in Keulen op het rad de dood. In de vroege ochtend blies hij de laatste adem uit in bijzijn van Sofia die hele nacht bij hem had gewaakt. Met haar kinderen werd zij opgevangen door haar broer hertog Hendrik IV van Limburg. Getraumatiseerd verkoos zij een jaar later de dood. Volgens volksoverlevering uit "smartte". Ook haar jongste kind, een dochtertje van nog geen twee jaar oud, was dat jaar al overleden. 

## Huwelijk en nakomelingen
Frederik van Isenberg was gehuwd met Sofia, dochter van hertog Walram III van Limburg van het hertogdom Limburg, geboren op de burcht Limburg aan de Vesder. Zij kregen zeven kinderen, Diederick, Frederik, Agnes, Elisabeth, Sofia en nog twee dochtertjes.
- Diederik  1215-1301 gehuwd met Adelheid van Sayn. Graaf Diederik I van Limburg
- Frederik  1217-overleden  voor 1243
- Agnes van Isenberg 1219-1234  gehuwd met Burkhard II heer van Broich
- Elisabeth van Isenberg 1220- overleden  voor 1260 gehuwd met Diederick II graaf van Moers
- Sophia van Isenberg 1222-1292 gehuwd met Hendrik III heer van Volmarstein
- N. van Isenberg 1224 - voor 1260 gehuwd met Johan I graaf van Sponheim-Sayn
- N. van Isenberg, zuigeling 1225-1226, overleden in 1226 (kort voor) haar moeder.

- Gemeinsame Normdatei: 119005859
- International Standard Name Identifier: 0000 0000 1320 7490
- Library of Congress Control Number: n95039215
- Virtual International Authority File: 8188248
- WorldCat: E39PBJwtkWqDWk4Ypr6dddKWXd